# Aubermesnil-aux-Érables
Aubermesnil-aux-Érables – miejscowość i gmina we Francji, w regionie Normandia, w departamencie Sekwana Nadmorska.
Według danych na rok 1990 gminę zamieszkiwało 191 osób, a gęstość zaludnienia wynosiła 23 osoby/km² (wśród 1421 gmin Górnej Normandii Aubermesnil-aux-Érables plasuje się na 710. miejscu pod względem liczby ludności, natomiast pod względem powierzchni na miejscu 444.).